# Kematen an der Krems
Kematen an der Krems je obec v rakouské spolkové zemi Horní Rakousy v okrese Linec-venkov.

## Obyvatelstvo
K 1. lednu 2015 zde žilo 2 629 obyvatel.